# Holbeche House
Holbeche House (alternativt Holbeach eller Holbeache) är en herrgård som ligger i närheten av Kingswinford i Dudley (historiskt sett i Staffordshire) i West Midlands i England. Holbeche House byggdes runt 1600 och från början hade huset två våningar samt en vind med takkupa. Fasaden ändrades om under tidigt 1800-tal, men några av träpanelerna från originalbygget finns fortfarande kvar och möjligtvis även den öppna spisen. Holbeche House byggdes senare ut och är i nuläget ett privat vårdhem i ägarskap av Four Seasons Health Care.
Efter att krutkonspirationen hade misslyckats tog sig flera av de överlevande konspiratörerna till Holbeche House, då ägt av Stephen Littleton. De hade ridit genom spöregn och kom helt utmattade fram på kvällen den 7 november 1605. Både de och det krut de hade med sig var dyblött från regnet och de fick lägga ut krutet framför en öppen eld för att försöka få det att torka. En gnista från elden landade på krutet och flammorna som då skapades uppslukade Robert Catesby, John Grant, Ambrose Rookwood och en man vid namn Morgan (som var med i Everard Digbys "jaktlag"). Catesby och Rookwood sades klarat sig "någorlunda väl" från elden, men Grant förblindades av flammorna och hans ögon har beskrivits som att vara "helt utbrända". 
På morgonen den 8 november anlände Richard Walsh, sheriffen av Worcester, tillsammans med en styrka på omkring tvåhundra män till Holbeche House. En eldstrid bröt ut och Thomas Wintour var den första att bli träffad och skottet tog i hans axel när han försökte korsa gårdsplanen. Efter Wintour träffades John och Christopher Wright samt Rookwood, som fortfarande var skadad efter flammorna kvällen innan. Både Catesby och Thomas Percy dog när de träffades av samma skott, skjutet av John Streete av Worcester. Hade bröderna Wright, som var sårade av sina skottskador och avled kort därefter, fått omedelbar läkarvård kunde de ha överlevt, men istället började sheriffens män plundra och klä av konspiratörerna. De överlevande konspiratörerna från striden (Grant, Rookwood och Thomas Wintour) arresterades på plats och transporterades till London, där de tillsammans med de andra konspiratörerna senare dömdes för högförräderi och avrättades genom hängning, dragning och fyrdelning i slutet av januari 1606. Littleton dömdes till döden för sina handlingar och avrättades någon gång under 1606 i Stafford, Staffordshire.